# Äggsporsskinn
Äggsporsskinn (Hypochniciellum ovoideum) är en svampart som först beskrevs av Jülich, och fick sitt nu gällande namn av Hjortstam & Ryvarden 1980. Äggsporsskinn ingår i släktet Hypochniciellum och familjen Atheliaceae.  Arten är reproducerande i Sverige. Inga underarter finns listade i Catalogue of Life.